# 平賀信孝
平賀信孝（ひらがのぶたか、1949-　）は、日本の建築家。
坂茂建築設計パートナー。 

## 代表作品
- ハノーバー万博2000日本館（2001、世界建築賞）
- GC大阪営業所ビル（2001、日経ニューオフィス賞）
- 今井篤記念体育館（2003、アメリカンウッドデザインアワード Best of Non-Residential）
- 今井病院付属託児所（2001）
- 大分県立美術館（2015）
- ポンピドー・センター-メス(2010)
- 仙石原の家（2013）
- メゾンE（2006）
- 写真家のシャッター・ハウス（2003）
- 成蹊大学情報図書館（2006）
- ニコラス・G・ハイエック・センター（2009、日本建築学会賞作品賞）
- 妙定院別院